# Alocao
Alocao è un singolo dei cantanti spagnoli Omar Montes e Bad Gyal, pubblicato il 24 ottobre 2019.

## Video musicale
Il video musicale, diretto da  Fabricio Jiménez e filmato a Girona, è stato reso disponibile il 24 ottobre 2019 in concomitanza con l'uscita del brano.

## Tracce
Testi e musiche di Omar Montes, Alba Farelo, Carlos José Montado Cruz e Jesús Gascón Santana.
1. Alocao – 3:28

## Classifiche

### Classifiche settimanali
| Classifica (2019) | Posizione massima |
| ----------------- | ----------------- |
| Spagna            | 1                 |

### Classifiche di fine anno
| Classifica (2019) | Posizione |
| ----------------- | --------- |
| Spagna            | 34        |
| Classifica (2020) | Posizione |
| Spagna            | 20        |